# Kadsura coccinea
Kadsura coccinea är en tvåhjärtbladig växtart som först beskrevs av Lem., och fick sitt nu gällande namn av Albert Charles Smith. Kadsura coccinea ingår i släktet Kadsura och familjen Schisandraceae.

## Underarter
Arten delas in i följande underarter:
- K. c. annamensis
- K. c. sichuanensis